# Clarendon (Arkansas)
Lafe – miasto w Stanach Zjednoczonych, w stanie Arkansas, siedziba administracyjna hrabstwa Monroe.